# Mechatronik Arena
Mechatronik Arena är en fotbollsarena i Aspach, Baden-Württemberg, Tyskland. Det är en ny och moderna arena som har en kapacitet för 10 000 åskådare varav 6 500 är sittplatser med tak. Arenan är hemmaarena för SG Sonnenhof Großaspach.
Publikrekordet för en fotbollsmatch på arenan sattes i en playoff-match till uppflyttning från Regionalliga mot VfL Wolfsburg II den 28 maj 2014. Rekordet är på 5 798 åskådare. Arenan byggdes med ekonomiska medel från 12 investerare däribland sångaren Andrea Berg. Arenan invigdes 2011 och kan även användas för konserter med en kapacitet på 15 000 åskådare.